# 焦庄镇
焦庄镇，是中华人民共和国河北省保定市莲池区下辖的一个乡镇级行政单位。原为焦庄乡，2022年12月27日撤乡设镇。

## 行政区划
焦庄镇下辖以下地区：
焦庄社区、樊庄村、王庄村、东韩蒋村、西韩蒋村、青堡村、新安铺村、连一村、连二村、连三村、鲁庄村、铸钱庄村、聂庄村、赵庄村、阮庄村、褚庄村、朱庄村和毕庄村。